# Palaemonellione cebuensis
Palaemonellione cebuensis is een pissebed uit de familie Bopyridae. De wetenschappelijke naam van de soort is voor het eerst geldig gepubliceerd in 1989 door John C. Markham.